# Pyhäjärvi Ul
Pyhäjärvi Ul, (finnois : Pyhäjärvi Uudenmaan lääni, abrév. Pyhäjärvi Ul) est une  ancienne municipalité de l'Uusimaa en Finlande.

## Histoire
Le 1er janvier 1969, Pyhäjärvi Ul a rejoint Karkkila.
Au 1er janvier 1968, la superficie de Pyhäjärvi Ul était de 221,7 km2 et au 31 décembre 1968 elle comptait 2 938 habitants.
Les municipalités voisines de Pyhäjärvi Ul étaient Karkkila, Vihti, Loppi, Tammela et Pusula.